# NGC 929
NGC 929 é uma galáxia espiral (Sa) localizada na direcção da constelação de Cetus. Possui uma declinação de -12° 05' 14" e uma ascensão recta de 2 horas, 27 minutos e 18,1 segundos.
A galáxia NGC 929 foi descoberta em 1886 por Frank Müller.